# Blue Neighbourhood

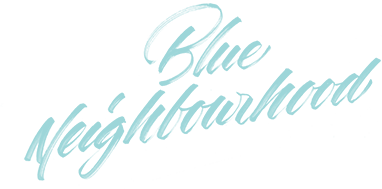
A Blue Neighbourhood logója
Bemutatva: 2015. december 4
Felvéve: 2014-15
Műfaja: dream pop, electropop
Hossz: 36:49
Producerek: Alex Hope, SLUMS, Alex JL Hiew, Caleb Nott, Dan Hume, Pip Norman, Emile Haynie, Bram Inscore, Jack Antonoff, XXYYXX

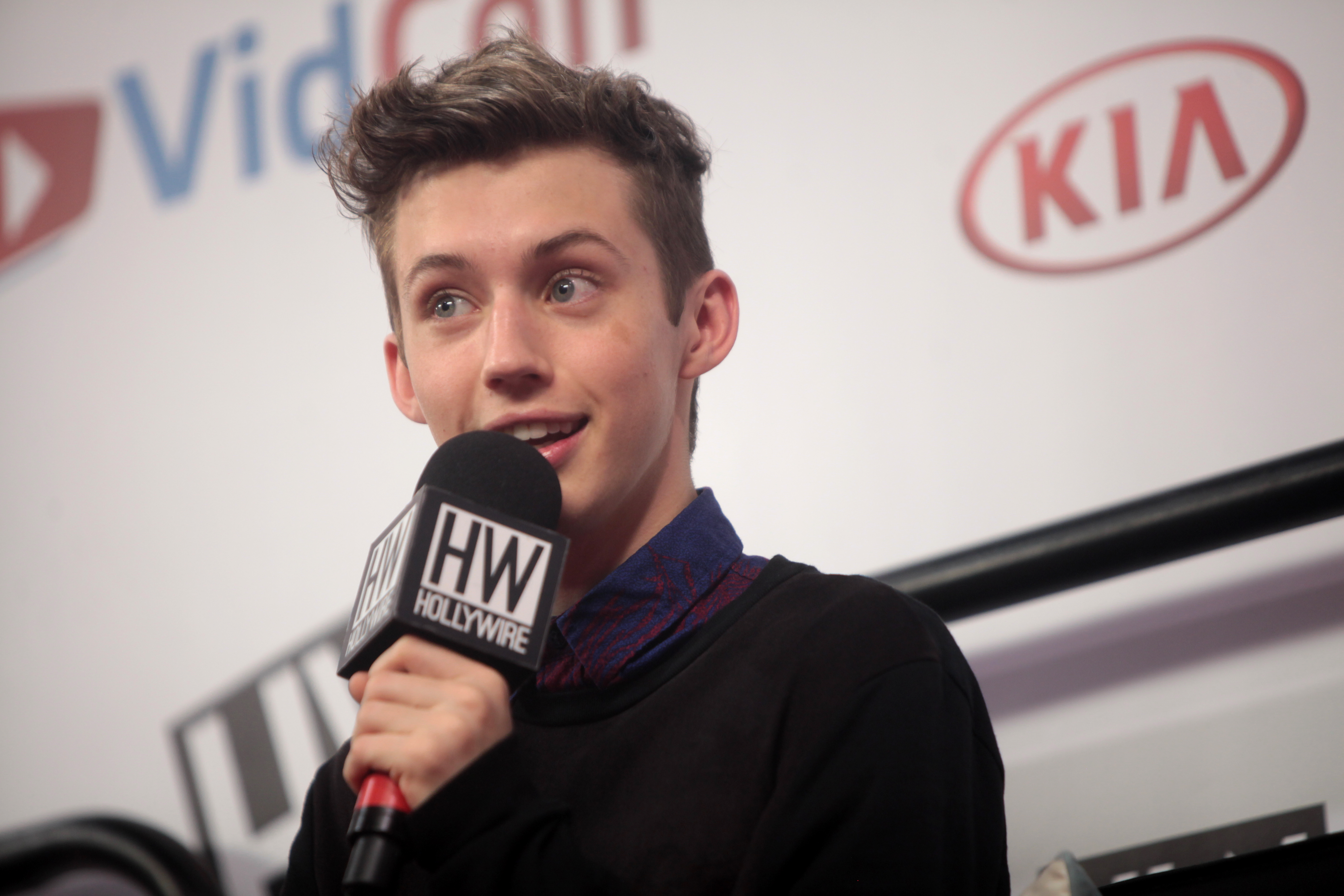
Troye Sivan

A Blue Neighbourhood a bemutatkozó stúdióalbum Troye Sivan-tól, az ausztrál énekes és dalszerzőtől. 2015. december 4-én mutatta be az EMI Music Australia és a Capitol Records America. Az albumot megelőzte Sivan második középlemeze a "Wild", ami a Blue Neighbourhood bevezetőjelént szolgált.
A megjelenése után a kritikusok elismerően nyilatkoztak róla.

## Háttér
Troye Sivan Mellet (ismertebb nevén Troye Sivan) dél-afrikai születésű, ausztrál énekes, dalszerző, színész és youtuber. Színészként ő játszotta a fiatal James Howlettet az X-men kezdetek: Farkas című filmben (2009), továbbá címszerepet játszott a Spud filmtrilógiában. 2016 áprilisában Sivannak több mint 4 millió feliratkozója és több mint 242 millió össznézettsége volt a YouTube-on. 2014. augusztus 15-én mutatta be az első nagylemezét, a TRXYE-t, ami 5. lett a Billboard 200-on. A "Happy Little Pill" című dala 10. lett az ausztrál kislemezlistán. Sivan nyíltan homoszexuális.

## Megjelenés
2015. október 13-án Sivan nyilvánosságra hozta, hogy a Wild lesz a bevezetője az albumnak. Az előrendelések 2015. október 15-én nyíltak, és az album órákon belül 10 országban (pl. az Egyesült Államok) 1. helyezést ért el az iTunes Store-on. Sivan különböző árukat is adott el a honlapján: pulóvereket az album logójával, illatgyertyákat amik illenek az album hangulatához, CD-ket, bakelit lemezeket, posztereket, táskákat és notebookokat. A "Youth" az album második hivatalos számaként lett bemutatva. A dal exkluzív premiere november 12-én volt a Shazam Top 20-on, ausztráliai idő szerint 19 órakor. 2016 elején 25. lett a Billboard Hot 100-on, és ezzel Sivan kereskedelmileg legsikeresebb lemeze lett Észak-Amerikában. A "Talk me Down" csak később (2016. június 10) lett az album harmadik dalaként megerősítve.

## Elismerések
| Díj               | Kategória                | Címzettek és jelöltek | Eredmény  |
| ----------------- | ------------------------ | --------------------- | --------- |
| GLAAD Media Award | Outstanding Music Artist | Troye Sivan           | Megnyerte |

## Fogadása
| Forrás                    | Értékelés     |
| ------------------------- | ------------- |
| Metacritic                | 80/100        |
| AllMusic                  | 4/5 csillag   |
| Billboard                 | 3.5/5 csillag |
| The Diamonback            | 4/4 csillag   |
| The Guardian              | 5/5 csillag   |
| Herald Sun                | 4/5 csillag   |
| Islington Gazette         | 4/5 csillag   |
| The Obsever               | 4/5 csillag   |
| Rolling Stone Australia   | 4/5 csillag   |
| South China Morning Post  | 4/5 csillag   |
| The Sydney Morning Herald | 3.5/5 csillag |

## Kereskedelmi teljesítmény
A Blue Neighbourhood 7. lett az eladási listán az Egyesült Államokban (65.000 eladott album), és ezzel ez lett a harmadik albuma az első 10-ben. 2016 áprilisában az album 150.00 másolatát adták el az Államokban. 2016. május 22-én, Sivan előadta a "Youth"-ot és a szám Gryffin Remixét a Billboard Music Awardson (BBMAs), mint a "Kia's One to Wach" választottja.

## Számlista
| Szám | Cím            | Szerző(k)                                                           | Producer(ek)                      | Hossz |
| ---- | -------------- | ------------------------------------------------------------------- | --------------------------------- | ----- |
| 1.   | "Wild"         | Troye Sivan, Alex Hope                                              | Alex Hope                         | 3:47  |
| 2.   | "Fools"        | Troye Sivan, Alex Hope, Pip Norman                                  | SLUMS, Alex JL Hiew, Pip Nirman   | 3:40  |
| 3.   | "Ease"         | Troye Sivan, Caleb Nott, Georgia Nott                               | Caleb Nott                        | 3:33  |
| 4.   | "Talk me Down" | Troye Sivan, Bram Inscore, Brett McLaughlin, Allie X, Emilie Haynie | Bram Inscore, Emilie Haynie       | 3:57  |
| 5.   | "Cool"         | Troye Sivan, Alex Hope                                              | Alex Hope                         | 3:21  |
| 6.   | "Heaven"       | Troye Sivan, Alex Hope, Jack Antonoff, Claire Boucher               | Jack Antonoff                     | 4:21  |
| 7.   | "Youth"        | Troye Sivan, Bram Inscore, Brett McLaughlin, Allie X                | Bram Inscore, SLUMS, Alex JL Hiew | 3:05  |
| 8.   | "Lost Boy"     | Troye Sivan, Bram Inscore, Brett McLaughlin, Allie X                | Bram Inscore                      | 3:43  |
| 9.   | "For Him."     | Troye Sivan, Bram Inscore, Brett McLaughlin, Allie X, Tom Gaynor    | Bram Inscore                      | 3:29  |
| 10.  | "Suburbia"     | Troye Sivan, Bram Inscore, Brett McLaughlin, Allie X                | Bram Inscore                      | 3:53  |
|      |                |                                                                     | Teljes hossz:                     | 36:49 |

## Listák

### Heti listák
| Lista (2015)                             | Helyezés |
| ---------------------------------------- | -------- |
| Australian Albums (ARIA)                 | 6        |
| Ausztrian Albums (Ö3 Austria)            | 49       |
| Belgian Albums (Ultratop Flandria)       | 20       |
| Belgian Albums (Ultratop Wallonia)       | 140      |
| Canadian Albums (Billboard)              | 11       |
| Danish Albums (Hitlisten)                | 19       |
| Dutch Albums (MegaCharts)                | 25       |
| Finnis Albums (Suomen virallinnen lista) | 32       |
| German Albums (Offizielle Top 100)       | 73       |
| Greek Albums (IFPI Greece)               | 44       |
| Irish Albums (IRMA)                      | 30       |
| Italian Albums (FIMI)                    | 78       |
| New Zeland Albums (RMNZ)                 | 9        |
| Notrwegian Albums (VG-lista)             | 17       |
| Polish Albums (ZPAV)                     | 49       |
| Taiwanese Albums (Five Music)            | 5        |
| Scottish Albums (OCC)                    | 44       |
| Swedish Albums (Sverigetopplistan)       | 10       |
| Swiss Albums (Schweizer Hitparade)       | 66       |
| UK Albums (OCC)                          | 43       |
| UK Digital Albums (OCC)                  | 9        |
| US Billboard 200                         | 7        |

### Év-végi listák
| Lista (2015)             | Helyezés |
| ------------------------ | -------- |
| Australian Albums (ARIA) | 67       |

## Minősítések
| Régió             | Minősítés | Eladások |
| ----------------- | --------- | -------- |
| Ausztrália (ARIA) | arany     | 35.000   |